# Campeonato Mundial de Baloncesto de 1982
El IX Campeonato mundial de baloncesto, de 1982, organizado por la Federación Internacional de Baloncesto se llevó a cabo en Colombia, en las sedes de Cali, Bogotá, Medellín, Bucaramanga y Cúcuta. Participaron en total 13 selecciones.

## Sedes
| Grupo A                    | Grupo B                | Grupo C                     | Ronda Clasificatoria   | Ronda Final       |
| Bogotá                     | Medellín               | Bucaramanga                 | Cúcuta                 | Cali              |
| -------------------------- | ---------------------- | --------------------------- | ---------------------- | ----------------- |
| Coliseo Cubierto El Campín | Coliseo Iván de Bedout | Coliseo Vicente Díaz Romero | Coliseo Toto Hernández | Coliseo El Pueblo |
| Capacidad: 14 000          | Capacidad: 10 000      | Capacidad: 5000             | Capacidad: 6000        | Capacidad: 18 000 |
|                            |                        |                             |                        |                   |

## Equipos participantes
| Grupo A        | Grupo B         | Grupo C        | Organizador |
| -------------- | --------------- | -------------- | ----------- |
| España         | Unión Soviética | Canadá         | Colombia    |
| Estados Unidos | Costa de Marfil | Uruguay        | Colombia    |
| Panamá         | Brasil          | Yugoslavia     | Colombia    |
| China          | Australia       | Checoslovaquia | Colombia    |

## Resultados

### Primera fase
| Grupo A        |          |        |
| España         | 88 - 85  | Panamá |
| Estados Unidos | 96 - 73  | China  |
| Estados Unidos | 100 - 79 | Panamá |
| China          | 78 - 108 | España |
| Panamá         | 121 - 92 | China  |
| Estados Unidos | 99 - 109 | España |

| Selección         | Pts | G | P | PF  | PC  | Dif |
| ----------------- | --- | - | - | --- | --- | --- |
| 1. España         | 6   | 3 | 0 | 305 | 262 | 43  |
| 2. Estados Unidos | 5   | 2 | 1 | 295 | 261 | 34  |
| 3. Panamá         | 4   | 1 | 2 | 285 | 280 | 5   |
| 4. China          | 3   | 0 | 3 | 243 | 325 | -82 |

| Grupo B         |          |                 |
| Unión Soviética | 129 - 80 | Costa de Marfil |
| Brasil          | 73 - 75  | Australia       |
| Unión Soviética | 108 - 69 | Australia       |
| Costa de Marfil | 79 - 102 | Brasil          |
| Australia       | 80 - 59  | Costa de Marfil |
| Unión Soviética | 99 - 92  | Brasil          |

| Selección          | Pts | G | P | PF  | PC  | Dif |
| ------------------ | --- | - | - | --- | --- | --- |
| 1. Unión Soviética | 6   | 3 | 0 | 336 | 241 | 95  |
| 2. Australia       | 5   | 2 | 1 | 224 | 240 | -16 |
| 3. Brasil          | 4   | 1 | 2 | 267 | 253 | 14  |
| 4. Costa de Marfil | 3   | 0 | 3 | 218 | 311 | -93 |

| Grupo C    |          |                |
| Canadá     | 87 - 78  | Uruguay        |
| Yugoslavia | 101 - 80 | Checoslovaquia |
| Yugoslavia | 101 - 77 | Uruguay        |
| Canadá     | 104 - 99 | Checoslovaquia |
| Uruguay    | 84 - 111 | Checoslovaquia |
| Yugoslavia | 88 - 78  | Canadá         |

| Selección         | Pts | G | P | PF  | PC  | Dif |
| ----------------- | --- | - | - | --- | --- | --- |
| 1. Yugoslavia     | 6   | 3 | 0 | 290 | 235 | 55  |
| 2. Canadá         | 5   | 2 | 1 | 269 | 265 | 4   |
| 3. Checoslovaquia | 4   | 1 | 2 | 290 | 289 | 1   |
| 4. Uruguay        | 3   | 0 | 3 | 239 | 299 | -60 |

| Invitado |
| Colombia |

### Segunda fase
| Grupo E (8°- 13°) |          |                 |
| Panamá            | 117 - 83 | Costa de Marfil |
| Checoslovaquia    | 89 - 87  | Panamá          |
| Uruguay           | 96 - 85  | Costa de Marfil |
| Checoslovaquia    | 94 - 98  | Brasil          |
| Brasil            | 93 - 79  | China           |
| Checoslovaquia    | 111 - 88 | China           |
| Uruguay           | 75 - 92  | Panamá          |
| Checoslovaquia    | 94 - 92  | Costa de Marfil |
| Uruguay           | 77 - 96  | Brasil          |
| China             | 91 - 77  | Costa de Marfil |
| Panamá            | 86 - 85  | Brasil          |
| Uruguay           | 72 - 59  | China           |

| Selección           | Pts | G | P | PF  | PC  | Dif  |
| ------------------- | --- | - | - | --- | --- | ---- |
| 8. Brasil           | 9   | 4 | 1 | 474 | 415 | 59   |
| 9. Panamá           | 9   | 4 | 1 | 503 | 424 | 79   |
| 10. Checoslovaquia  | 9   | 4 | 1 | 499 | 449 | 50   |
| 11. Uruguay         | 7   | 2 | 3 | 408 | 440 | -32  |
| 12. China           | 6   | 1 | 4 | 406 | 674 | -268 |
| 13. Costa de Marfil | 5   | 0 | 5 | 417 | 527 | -110 |

| Grupo F (Cuartos de Final) |          |                 |
| Colombia                   | 84 - 137 | España          |
| Estados Unidos             | 71 - 69  | Canadá          |
| Colombia                   | 63 - 72  | Australia       |
| España                     | 83 - 80  | Canadá          |
| Colombia                   | 88 - 97  | Yugoslavia      |
| España                     | 93 - 106 | Unión Soviética |
| Australia                  | 91 - 105 | Yugoslavia      |
| Estados Unidos             | 99 - 93  | Unión Soviética |
| Colombia                   | 79 - 107 | Canadá          |
| Australia                  | 86 - 110 | Estados Unidos  |
| Canadá                     | 83 - 114 | Unión Soviética |
| Yugoslavia                 | 81 - 88  | Estados Unidos  |
| Canadá                     | 78 - 84  | Australia       |
| Yugoslavia                 | 108 - 91 | España          |
| Colombia                   | 76 - 143 | Unión Soviética |
| España                     | 99 - 87  | Australia       |
| Colombia                   | 83 - 100 | Estados Unidos  |
| Unión Soviética            | 99 - 94  | Yugoslavia      |

| Selección          | Pts | G | P | PF  | PC  | Dif  |
| ------------------ | --- | - | - | --- | --- | ---- |
| 1. Estados Unidos  | 11  | 5 | 1 | 767 | 521 | 246  |
| 2. Unión Soviética | 11  | 5 | 1 | 457 | 429 | 28   |
| 3. Yugoslavia      | 10  | 4 | 2 | 573 | 535 | 38   |
| 4. España          | 10  | 4 | 2 | 612 | 564 | 48   |
| 5. Australia       | 8   | 2 | 4 | 489 | 563 | -74  |
| 6. Canadá          | 7   | 1 | 5 | 495 | 519 | -24  |
| 7. Colombia        | 6   | 0 | 6 | 473 | 656 | -183 |

### 3.º y 4.º puesto
| Yugoslavia | 119-117 | España |

### Final
| Unión Soviética | 95 - 94 | Estados Unidos |

|                                     |
| Bandera de la Unión Soviética       |
| Campeón Unión Soviética 3.er título |

## Plantilla de los medallistas
1 URSS: Stanislav Eremin, Heino Enden, Sergei Tarakanov, Arvydas Sabonis, Andrei Lopatov, Nikolai Derugin, Valdis Valters, Vladimir Tkachenko, Anatoli Mishkin, Sergėjus Jovaiša, Alexander Belostenny, Valdemaras Chomičius. (Entrenador Alexander Gomelski).
2 Estados Unidos: Doc Rivers, Antoine Carr, John Pinone, Mitchell Wiggins, Jeff Turner, Joe Kleine, Earl Jones, Ted Kitchel, Fred Reynolds, Jon Sundvold, Jim Thomas, Mark West (Entrenador: Bob Weltlich).
3 Yugoslavia: Dražen Dalipagić, Mirza Delibašić, Dragan Kićanović, Željko Jerkov, Aza Petrovic, Andro Knego, Ratko Radovanović, Peter Vilfan, Rajko Žižić, Boban Petrović, Zufer Avdija, Zoran Radović (Entrenador: Ranko Žeravica).

## Clasificación final
| 1. Unión Soviética  |
| 2. Estados Unidos   |
| 3. Yugoslavia       |
| 4. España           |
| 5. Australia        |
| 6. Canadá           |
| 7. Colombia         |
| 8. Brasil           |
| 9. Panamá           |
| 10. Checoslovaquia  |
| 11. Uruguay         |
| 12. China           |
| 13. Costa de Marfil |

## Máximos anotadores
1. Rolando Frazer 24,4[4]
2. Wilfredo Ruiz 24 puntos por partido
3. Ian Davies 23,3
4. Drissa Dié 21,4
5. Dragan Kicanovic 21,1
6. Jay Triano 18,5
7. Chicho Sibilio 17,8
8. Juan Antonio San Epifanio 17,7
9. Doc Rivers 17
10. Drazen Dalipagic 16,6